# Distretto di Araria
Araria è un distretto dell'India di 2 124 831 abitanti, che ha come capoluogo Araria.